# Dancemaker
Dancemaker é um filme-documentário estadunidense de 1998 dirigido e escrito por Matthew Diamond. Relato da carreira do coreógrafo Paul Taylor, foi indicado ao Oscar de melhor documentário de longa-metragem na edição de 1999.